# جوني تشيستر
جوني تشيستر (بالإنجليزية: Johnny Chester)‏ هو كاتب أغاني ومغني أسترالي، ولد في 26 ديسمبر 1941 في ملبورن في أستراليا.

## وصلات خارجية
- الموقع الرسمي
- جوني تشيستر على موقع IMDb (الإنجليزية)
- جوني تشيستر على موقع ميوزك برينز (الإنجليزية)
- جوني تشيستر على موقع ديسكوغز (الإنجليزية)